# Kolaboracja (album)
Kolaboracja – album muzyczny wydany w czerwcu 1988 roku przez punkrockowy zespół Dezerter, po raz pierwszy wydany nakładem wydawnictwa Klub Płytowy Razem. Album pierwotnie miał nazwę Dezerter. Pierwsze wydanie płyty zostało wydane z ingerencjami cenzury. W pierwszych wydaniach usunięto tytuł albumu, zmieniono tytuły niektórych utworów, część okładki zamalowano czarnymi pasami, zaś z nagrań usunięto niektóre fragmenty, zastępując je „pikami”.
Wersja na kasetę z ingerencjami cenzury sprzedała się w nakładzie ok. 8000 sztuk. Wersja winylowa z 1988 roku sprzedała się w nakładzie ok. 5000 egzemplarzy.
W „Magazynie Esencja” (1/2010) album znalazł się na 36. miejscu w rankingu „50 płyt na 50-lecie polskiego rocka”.
Na portalu Rate Your Music określono go jako reprezentującego m.in. gatunki hardcore punk, punk rock i noise rock.

## Lista utworów

### Tytuły na wydaniu winylowym Klubu Płytowego Razem
| strona A | strona A                  | strona A |
| Nr       | Tytuł utworu              | Długość  |
| -------- | ------------------------- | -------- |
| 1.       | „Anarchia”                | 1:10     |
| 2.       | „Tchórze”                 | 2:35     |
| 3.       | „Musisz być kimś”         | 3:05     |
| 4.       | „Gorący pokój”            | 2:35     |
| 5.       | „Zatrute powietrze”       | 2:05     |
| 6.       | „Kto (to ci sami ludzie)” | 2:30     |
| 7.       | „To miasto umiera”        | 2:25     |
| 8.       | „Judasz”                  | 3:20     |
|          |                           | 19:45    |

| strona B | strona B                                               | strona B |
| Nr       | Tytuł utworu                                           | Długość  |
| -------- | ------------------------------------------------------ | -------- |
| 1.       | „Piosenka popularna na instrumenty produkcji krajowej” | 2:35     |
| 2.       | „Polska złota młodzież”                                | 3:50     |
| 3.       | „(...)”                                                | 2:10     |
| 4.       | „Urodziłem się 20 lat po wojnie”                       | 3:15     |
| 5.       | „Zmiany”                                               | 2:35     |
| 6.       | „Jestem spokojny”                                      | 2:55     |
| 7.       | „Taniec wszystkich narodów”                            | 5:10     |
|          |                                                        | 22:30    |

### Tytuły na wydaniu kasetowym Poltonu
| strona A | strona A                  | strona A |
| Nr       | Tytuł utworu              | Długość  |
| -------- | ------------------------- | -------- |
| 1.       | „Anarchia”                | 1:10     |
| 2.       | „Tchórze”                 | 2:35     |
| 3.       | „Musisz być kimś”         | 3:05     |
| 4.       | „Gorący pokój”            | 2:35     |
| 5.       | „Zatrute powietrze”       | 2:05     |
| 6.       | „Kto (to ci sami ludzie)” | 2:30     |
| 7.       | „To miasto umiera”        | 2:25     |
| 8.       | „Judasz”                  | 3:20     |
|          |                           | 19:45    |

| strona B | strona B                                               | strona B |
| Nr       | Tytuł utworu                                           | Długość  |
| -------- | ------------------------------------------------------ | -------- |
| 1.       | „Piosenka popularna na instrumenty produkcji krajowej” | 2:35     |
| 2.       | „Polska złota młodzież”                                | 3:50     |
| 3.       | „(...)”                                                | 2:10     |
| 4.       | „Urodziłem się 20 lat po wojnie”                       | 3:15     |
| 5.       | „Zmiany”                                               | 2:35     |
| 6.       | „Jestem spokojny”                                      | 2:55     |
| 7.       | „Taniec wszystkich narodów”                            | 5:10     |
|          |                                                        | 22:30    |

### Tytuły na reedycji CD
| Tytuły na reedycji CD | Tytuły na reedycji CD                                  | Tytuły na reedycji CD |
| Nr                    | Tytuł utworu                                           | Długość               |
| --------------------- | ------------------------------------------------------ | --------------------- |
| 1.                    | „Anarchia”                                             | 1:10                  |
| 2.                    | „Tchórze”                                              | 2:35                  |
| 3.                    | „Musisz być kimś”                                      | 3:05                  |
| 4.                    | „Pokój i krew”                                         | 2:35                  |
| 5.                    | „Zatrute powietrze”                                    | 2:05                  |
| 6.                    | „Kto?”                                                 | 2:30                  |
| 7.                    | „To miasto umiera”                                     | 2:25                  |
| 8.                    | „Kolaboracja”                                          | 3:20                  |
| 9.                    | „Piosenka popularna na instrumenty produkcji krajowej” | 2:35                  |
| 10.                   | „Polska złota młodzież”                                | 3:50                  |
| 11.                   | „Szwindel”                                             | 2:10                  |
| 12.                   | „Urodziłem się 20 lat po wojnie”                       | 3:15                  |
| 13.                   | „Zmiany”                                               | 2:35                  |
| 14.                   | „Jestem spokojny”                                      | 2:55                  |
| 15.                   | „Mój kraj”                                             | 5:10                  |
|                       |                                                        | 42:15                 |

## Twórcy
Źródło:.
- Robert Matera – śpiew, gitara
- Krzysztof Grabowski – perkusja
- Paweł Piotrowski – bas

gościnnie
- Dariusz Hajn – śpiew
- Darek Stepnowski – bas
- Rafał Kwaśniewski – gitara

pozostali
- Piotr Tofil – projekt graficzny
- Artur Łempicki – projekt graficzny
- Krzysztof Grabowski – projekt graficzny
- Maciej Osiecki – zdjęcie

## Wydania
- LP – Klub Płytowy Razem; RLP-020; 1988
- MC – Polton; PC-039; 1988
- CD – Izabelin Studio; CD 00072; 1992
- CD – Polton; CDPL 065; 1994
- CD – Metal Mind Productions; MMP CD 0166; 2002
- CD – Mystic Production; MYSTCD 221; 2012
- LP – Pasażer; 2015